# Jacob Hindsgaul
Jacob Hindsgaul Madsen (født 14. juli 2000 i Middelfart) er en forhenværende professionel cykelrytter fra Danmark, der senest var på kontrakt hos Uno-X Pro Cycling Team.